# William Cadogan

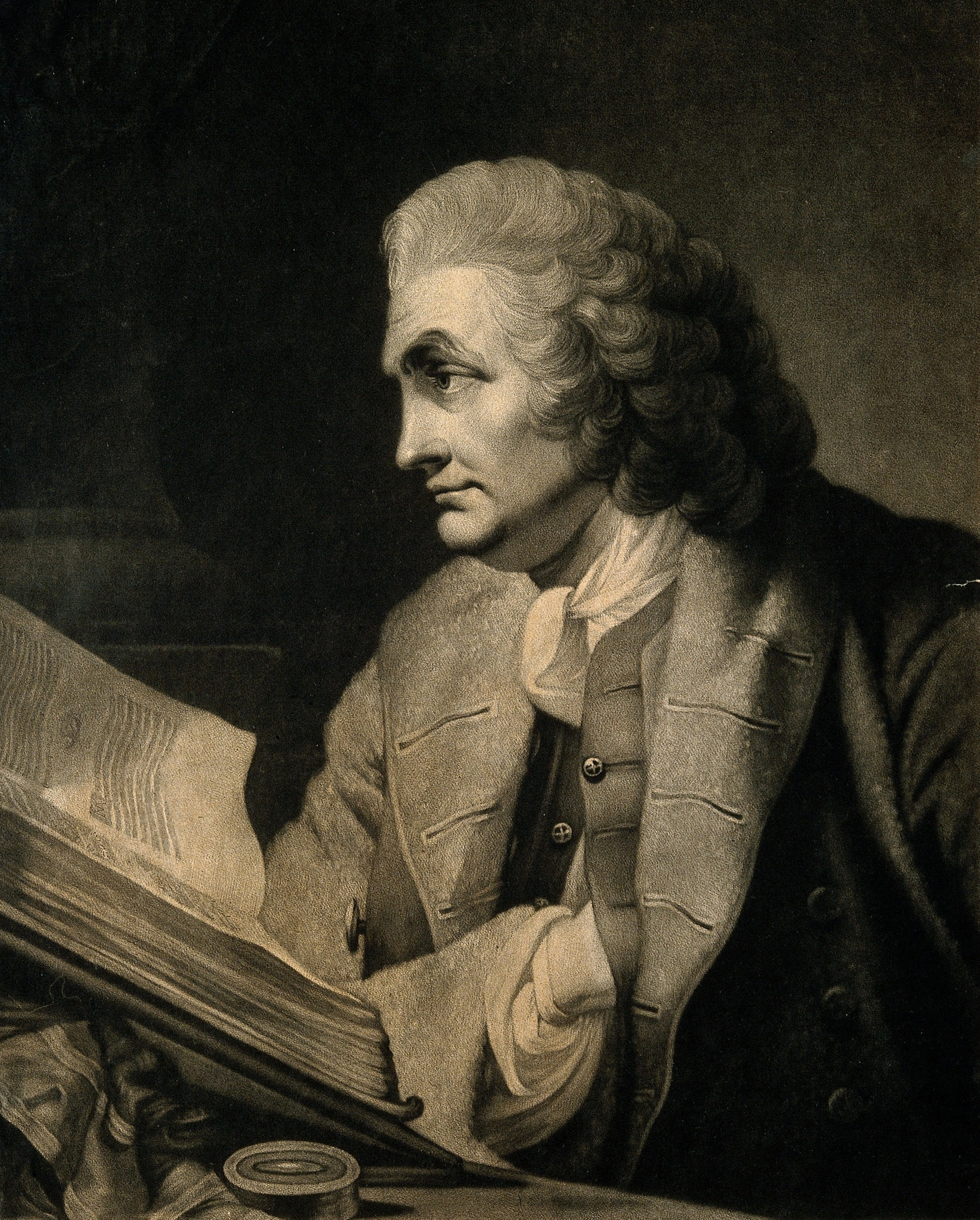
William Cadogan c. 1769

William Cadogan (* 1711; † 26. Februar 1797 in London) war ein englischer Arzt.

## Leben
Der Geburtsort ist nicht bekannt, es kommen dazu London oder Cowbridge in Glamorganshire in Frage. Cadogan praktizierte und starb in London. Cadogan war der erste Arzt, der sich für die völlige Abschaffung des Wickelns aussprach. In seiner Abhandlung „An Essay upon Nursing and the Management of Children, from their Birth to Three Years of Age“ von 1748 lehnte er das damals weit verbreitete stramme Einbinden von Babys ab und beschrieb seine Auffassungen von einer zeitgemäßen Pflege der Kleinkinder. Cadogan wurde später Leiter des Foundling Hospital, eines Londoner Waisenhauses. 1771 erschien sein populärstes Werk "A Dissertation on the Gout", eine Abhandlung über die Gicht.

## Hauptwerke
- Cadogan, William (1748). An essay upon nursing and the management of children. London.
- Cadogan, William (1771). A dissertation on the gout and all chronic diseases jointly considered as proceeding from the same causes. What these causes are and a rational and natural method of care proposed. Addressed to all invalids by William Cadogan, Fellow of the College of Physicians. London.